# Joe H. Eagle

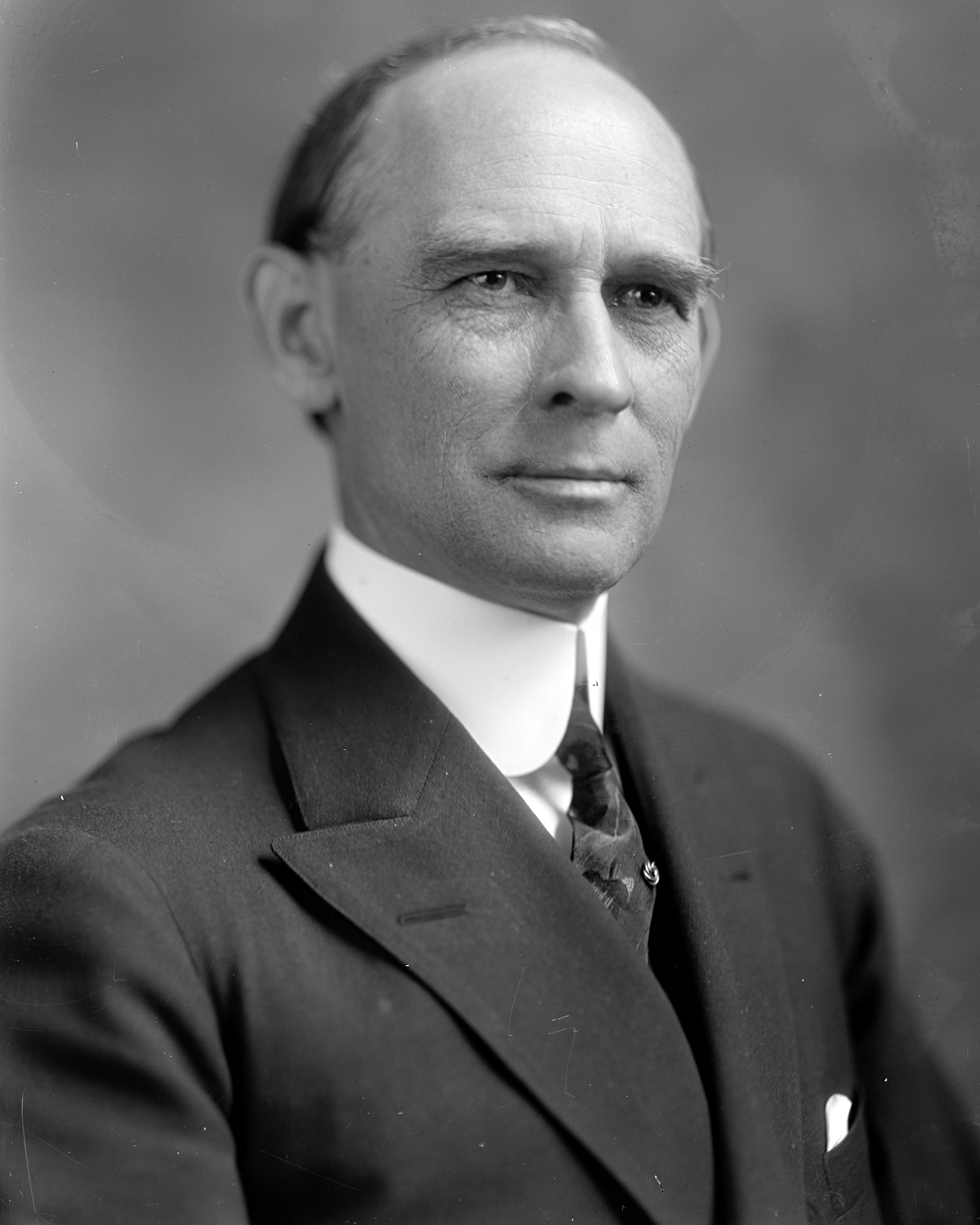
Joe H. Eagle

Joe Henry Eagle (* 23. Januar 1870 in Tompkinsville, Monroe County, Kentucky; † 10. Januar 1963 in Houston, Texas) war ein US-amerikanischer Politiker. Zwischen 1913 und 1921 sowie nochmals von 1933 bis 1937 vertrat er den Bundesstaat Texas im US-Repräsentantenhaus.

## Werdegang
Joe Eagle besuchte die öffentlichen Schulen seiner Heimat und danach bis 1887 das Burritt College in Spencer (Tennessee). Danach zog er nach Texas, wo er im Schuldienst arbeitete. Bis 1893 war er als Lehrer tätig. Zwischenzeitlich fungierte er auch von 1889 bis 1891 als Schulrat in Vernon. Nach einem Jurastudium und seiner 1893 erfolgten Zulassung als Rechtsanwalt begann er in Wichita Falls in diesem Beruf zu arbeiten. In den Jahren 1894 und 1895 war er auch juristischer Vertreter dieser Stadt. 1895 zog er nach Houston, wo er weiterhin als Anwalt praktizierte. Politisch war er Mitglied der Demokratischen Partei.
Bei den Kongresswahlen des Jahres 1912 wurde Eagle im achten Wahlbezirk von Texas in das US-Repräsentantenhaus in Washington, D.C. gewählt, wo er am 4. März 1913 die Nachfolge von John M. Moore antrat. Nach drei Wiederwahlen konnte er bis zum 3. März 1921 vier Legislaturperioden im Kongress absolvieren. In diese Zeit fiel unter anderem der Erste Weltkrieg. Außerdem wurden während dieser Zeit der 16., der 17., der 18. und der 19. Verfassungszusatz ratifiziert. Im Jahr 1920 verzichtete Eagle auf eine weitere Kandidatur.
Nach dem Tod des Abgeordneten Daniel E. Garrett, der 1920 seinen Sitz im Kongress übernommen hatte, wurde Eagle bei der fälligen Nachwahl als dessen Nachfolger in das US-Repräsentantenhaus gewählt, wo er am 28. Januar 1933 sein Mandat antrat. Nach einer Wiederwahl im Jahr 1934 konnte er bis zum 3. Januar 1937 im Kongress verbleiben. Seit 1933 wurden dort viele der New-Deal-Gesetze der Bundesregierung unter Präsident Franklin D. Roosevelt verabschiedet. Im Jahr 1933 wurden auch der 20. und der 21. Verfassungszusatz ratifiziert.
1936 verzichtete Eagle auf eine erneute Kandidatur. Stattdessen strebte er erfolglos die Nominierung seiner Partei für die Wahlen zum US-Senat an. In den folgenden Jahren arbeitete er wieder als Anwalt. Er starb am 10. Januar 1963 in Houston.